# Tirur
Tirur es una ciudad y  municipio situada en el distrito de Malappuram en el estado de Kerala (India). Su población es de 56058 habitantes (2011). Se encuentra a 25 km de Malappuram y a 47 km de Kozhikode

## Demografía
Según el censo de 2011 la población de Tirur era de 56058 habitantes, de los cuales 26308 eran hombres y 29750 eran mujeres. Tirur tiene una tasa media de alfabetización del 96,13%, superior a la media estatal del 94%. la alfabetización masculina es del 97,54%, y la alfabetización femenina del 94,92%.